# Luis Carlos Heinze
Luis Carlos Heinze (Candelária, 14 de setembro de 1950) é um engenheiro agrônomo e político brasileiro, ex-prefeito de São Borja, e é senador pelo Rio Grande do Sul desde 2019, filiado ao Progressistas (PP).

## Vida pessoal
Descendente de alemães, Luis Carlos Heinze é membro da Igreja Evangélica Luterana.

## Carreira política
Foi prefeito de São Borja na gestão 93/96.[carece de fontes?]

### Deputado federal (1999 - 2019)
Em 1998 foi eleito para o primeiro mandato com 63.606 votos.[carece de fontes?] Em 2002, foi reeleito com 132.395 votos.[carece de fontes?] Quatro anos depois foi reconduzido ao cargo com 205.734 votos - o deputado mais votado do seu partido, o segundo do Rio Grande do Sul.[carece de fontes?] Em 2010 Heinze foi reeleito para o quarto mandato com 180.403 votos - o terceiro deputado mais votado do Rio Grande do Sul e, novamente, o primeiro do seu partido.[carece de fontes?] Em 2014, concorrendo ao quinto mandato consecutivo, Luis Carlos Heinze foi o deputado federal mais votado do Rio Grande do Sul com 162.462 votos.[carece de fontes?] Nas eleições de 2014, realizadas em 5 de outubro, no quinto mandato consecutivo, foi eleito o deputado federal mais votado pelo Rio Grande do Sul para a 55ª legislatura (2015 — 2019).[carece de fontes?] Em 1 de fevereiro de 2015 assumiu o cargo.
Em 2008, Heinze apresentou um projeto para retirar de rótulos de alimentos a indicação de que são transgênicos. Ele foi rejeitado em 2019, na Comissão de Fiscalização e Controle do Senado Federal, sob o argumento de injuridicidade da matéria. O projeto apresentava, em sua justificativa, informações falsas, como a afirmação de o Brasil seria o único país a indicar no rótulo a presença de transgênicos.
Votou a favor do processo de impeachment de Dilma Rousseff. Já durante o Governo Michel Temer, votou a favor da PEC do Teto dos Gastos Públicos. Em abril de 2017 foi favorável à Reforma Trabalhista. Em agosto de 2017 votou a favor do processo em que se pedia abertura de investigação do então presidente Michel Temer.
Em março de 2018, o deputado foi escolhido pré-candidato ao governo do Rio Grande do Sul pelo Partido Progressista.

### Senador (2019 - presente)
Em 2018, foi eleito senador pelo Rio Grande do Sul, obtendo 2.316.177 votos, o equivalente a 21,94% dos votos válidos.

#### CPI da COVID
Heinze foi escolhido suplente da CPI da COVID-19, criada em abril de 2021 para investigar ações e omissões do Governo Federal no enfrentamento da pandemia e o colapso da saúde no estado do Amazonas. Na comissão, o senador adotou uma postura favorável ao governo e ao uso de cloroquina e hicroxicloroquina para o combate à COVID-19, dois medicamentos comprovadamente ineficazes para esse fim. Reiteradas vezes, Heinze utilizou o exemplo da cidade de Rancho Queimado, em Santa Catarina, como lugar onde o uso de cloroquina teria resultado em diminuição de mortes. Contudo, a cidade tinha um número de óbitos igual e até maior do que cidades de porte semelhante. Heinze também citou várias vezes um estudo realizado no início de 2020 com apenas quarenta e duas pessoas pelo médico francês Didier Raoult como evidência de que a hidroxicloroquina funcionaria no combate à COVID-19. Raoult, porém, já havia admitido que o estudo tinha falhas e que o medicamento não reduz mortes.
Heinze também afirmou que a ivermectina teria apresentado eficácia no tratamento da COVID-19, o que não é verdade. As falas do senador deram ensejo a postagens em redes sociais em defesa de tratamentos ineficazes contra a doença. As falas de Heinze foram respondidas por colegas de comissão, que lembraram a ineficácia dos medicamentos defendidos pelo senador. O senador também foi repreendido pelo presidente da CPI, Omar Aziz, por defender a automedicação com o chamado "Kit Covid", composto por remédios ineficazes contra a doença viral.
Outra inverdade apresentada pelo senador é que remédios para câncer estariam sendo usados para curar a AIDS. Além disso, Heinze se referiu erroneamente a Manaus como se fosse um estado, quando, na verdade, é uma cidade, a capital do estado do Amazonas.

#### Pedido de investigação de sociólogo
Em maio de 2021, Heinze, juntamente com o senador Eduardo Girão, pediu à Polícia do Senado a investigação do sociólogo Celso de Rocha Barros, colunista do periódico Folha de S.Paulo, pelos supostos crimes de injúria e calúnia. Barros publicara um texto no jornal fazendo referência à mílicia Escritório do Crime e chamando ironicamente os dois senadores de integrantes do "Consultório do Crime", uma vez que ambos buscariam “tumultuar a investigação (na CPI da COVID) mentindo sobre medicina” para defender Jair Bolsonaro. Heinze não quis se manifestar publicamente sobre o caso e Barros declarou que o episódio configurava ataque à "liberdade de expressão e de imprensa".

## Controvérsias

### Discurso contra minorias
Em uma audiência pública realizada no município de Vicente Dutra, em novembro de 2013, Heinze afirmou que "quilombolas, índios, gays, lésbicas" são "tudo que não presta". Em fevereiro do ano seguinte, após a divulgação de um vídeo contendo as declarações do deputado, ele afirmou que mantém o que disse. Além disso, aconselhou os produtores rurais a contratarem seguranças privados, mesmo que isso acarretasse derramamento de sangue.
Em 7 de dezembro do mesmo ano, durante o Leilão da Resistência, em Campo Grande, promovido para arrecadar dinheiro para a formação de milícias privadas contra índios, Heinze voltou a fazer declarações do mesmo gênero. O deputado afirmou que o ministro Gilberto Carvalho "aninha no seu gabinete índios, negros, sem terra, gays, lésbicas". Posteriormente, o ruralista disse que "excedeu" em um "momento de discurso".
Em março de 2014 a organização de defesa das minorias Survival, ONG inglesa, decidiu eleger Heinze como "Racista do Ano", por seus comentários sobre os indígenas, homossexuais e negros em seu país.
Em maio do mesmo ano, o Conselho Aty Guassu Guarani Kaiowa e outros, ingressou com uma ação no STF contra o deputado Heinze -. Os ministros entenderam que o parlamentar não teve a intenção de atingir o ser humano e o processo foi arquivado em abril de 2015.[carece de fontes?]
Em fevereiro de 2015, o deputado foi denunciado pelo então Procurador-Geral da República, Rodrigo Janot, pelos crimes de difamação injúria contra o procurador da República de Erechim, Ricardo Gralha.
Em abril do mesmo ano, Heinze prestou depoimento à Polícia Federal sobre a acusação de ter recebido propina no esquema ligado à Petrobras.

## Investigações
Foi alvo de inquérito aberto com a Operação Lava Jato da Policia Federal, que investiga esquema de corrupção, formação de quadrilha e lavagem de dinheiro com recursos desviados da Petrobras. No dia 6 de março de 2015, Heinze foi apontado, junto de outros 22 deputados federais e 12 senadores, como suspeito de envolvimento nos desvios de dinheiro. A lista de políticos suspeitos de envolvimento foi divulgada pelo Supremo Tribunal Federal (STF), após pedido de abertura de inquérito pela Procuradoria-Geral da República. Na delação premiada o doleiro Alberto Youssef afirmou que achava que o deputado Heinze participava do esquema de corrupção.

## Desempenho em eleições
| Ano  | Eleição                       | Coligação                                 | Partido | Candidato a      | Votos          | Votos em São Borja        | Resultado  |
| ---- | ----------------------------- | ----------------------------------------- | ------- | ---------------- | -------------- | ------------------------- | ---------- |
| 1992 | Municipal de São Borja        | PDS                                       | PDS     | Prefeito         | —              | 11.791 (1º - turno único) | Eleito     |
| 1998 | Estadual no Rio Grande do Sul | PPB e PL                                  | PPB     | Deputado Federal | 63.606 (14º)   | 20.706 (1º)               | Eleito     |
| 2002 | Estadual no Rio Grande do Sul | PPB                                       | PPB     | Deputado Federal | 132.395 (7º)   | 15.485 (1º)               | Eleito     |
| 2006 | Estadual no Rio Grande do Sul | PP                                        | PP      | Deputado Federal | 205.734 (2º)   | 19.269 (1º)               | Eleito     |
| 2010 | Estadual no Rio Grande do Sul | PP, PSDB, PRB, PPS, PSC, PSL, PHS e PTdoB | PP      | Deputado Federal | 180.403 (3º)   | 13.546 (1º)               | Eleito     |
| 2014 | Estadual no Rio Grande do Sul | PP, PSDB, PRB e SD                        | PP      | Deputado Federal | 162.462 (1º)   | 7.781 (2º)                | Eleito     |
| 2018 | Estadual no Rio Grande do Sul | PSDB, PTB, PP, PRB, PPS, PHS e REDE       | PP      | Senador          | 2.316.365 (1º) | 17.607 (1º)               | Eleito     |
| 2022 | Estadual no Rio Grande do Sul | PP, PTB e PRTB                            | PP      | Governador       | 271.540 (4º)   | 9.328 (2º)                | Não eleito |